# Глейдвотер (Техас)
Глейдвотер (англ. Gladewater) — місто (англ. city) в США, в округах Грегг і Апшер штату Техас. Населення — 6134 особи (2020).

## Географія
Глейдвотер розташований за координатами 32°32′36″ пн. ш. 94°56′43″ зх. д. / 32.54333° пн. ш. 94.94528° зх. д. (32.543338, -94.945318).  За даними Бюро перепису населення США в 2010 році місто мало площу 31,46 км², з яких 30,01 км² — суходіл та 1,45 км² — водойми.

## Демографія
Згідно з переписом 2010 року, у місті мешкала 6441 особа в 2394 домогосподарствах у складі 1667 родин. Густота населення становила 205 осіб/км².  Було 2726 помешкань (87/км²).
Расовий склад населення:
| - 75,7 % — білих - 17,6 % — чорних або афроамериканців - 0,8 % — корінних американців - 0,6 % — азіатів - 2,5 % — осіб інших рас |

До двох чи більше рас належало 2,8 %. Частка іспаномовних становила 6,4 % від усіх жителів.
За віковим діапазоном населення розподілялося таким чином: 27,0 % — особи молодші 18 років, 58,4 % — особи у віці 18—64 років, 14,6 % — особи у віці 65 років та старші. Медіана віку мешканця становила 35,4 року. На 100 осіб жіночої статі у місті припадало 88,3 чоловіків;  на 100 жінок у віці від 18 років та старших — 82,6 чоловіків також старших 18 років.
Середній дохід на одне домашнє господарство  становив 53 981 долар США (медіана — 37 819), а середній дохід на одну сім'ю — 57 372 долари (медіана — 39 384). Медіана доходів становила 51 292 долари для чоловіків та 32 388 доларів для жінок. За межею бідності перебувало 28,1 % осіб, у тому числі 49,8 % дітей у віці до 18 років та 12,4 % осіб у віці 65 років та старших.
Цивільне працевлаштоване населення становило 2606 осіб. Основні галузі зайнятості: виробництво — 15,6 %, освіта, охорона здоров'я та соціальна допомога — 14,4 %, будівництво — 12,5 %, мистецтво, розваги та відпочинок — 11,9 %.